# Segretario di Stato ombra per la Scozia
Il Segretario di Stato ombra per la Scozia (in inglese: Shadow Secretary of State for Scotland, in gaelico scozzese: Rùnaire Stàite sgàil na h-Alba) è un membro del gabinetto ombra del Regno Unito che esamina l'attività del Segretario di Stato per la Scozia e il suo dipartimento, l'Ufficio per la Scozia.
La carica è attualmente ricoperta da Ian Murray.

## Segretari di Stato ombra per la Scozia
| Nome             | Nome                 | Nome               | Inizio            | Fine              | Partito       | Leader dell'opposizione |
| ---------------- | -------------------- | ------------------ | ----------------- | ----------------- | ------------- | ----------------------- |
|                  | Alick Buchanan-Smith |                    | 18 febbraio 1975  | 9 dicembre 1976   | Conservatore  | Margaret Thatcher       |
|                  | Teddy Taylor         |                    | 9 dicembre 1976   | 3 maggio 1979     | Conservatore  | Margaret Thatcher       |
|                  | Bruce Millan         |                    | 4 maggio 1979     | 31 ottobre 1983   | Laburista     | James Callaghan         |
| Michael Foot     | Bruce Millan         |                    | 4 maggio 1979     | 31 ottobre 1983   | Laburista     |                         |
|                  | Donald Dewar         |                    | 31 ottobre 1983   | 18 luglio 1992    | Laburista     | Neil Kinnock            |
|                  | Tom Clarke           |                    | 18 luglio 1992    | 21 ottobre 1993   | Laburista     | John Smith              |
|                  | George Robertson     |                    | 21 ottobre 1993   | 2 maggio 1997     | Laburista     | John Smith              |
| Margaret Beckett | George Robertson     |                    | 21 ottobre 1993   | 2 maggio 1997     | Laburista     |                         |
| Tony Blair       | George Robertson     |                    | 21 ottobre 1993   | 2 maggio 1997     | Laburista     |                         |
|                  | Ufficio non in uso   | Ufficio non in uso | 2 maggio 1997     | 14 settembre 2001 | Conservatore  | John Major              |
| Conservatore     | Ufficio non in uso   | Ufficio non in uso | 2 maggio 1997     | 14 settembre 2001 | William Hague |                         |
|                  | Jacqui Lait          |                    | 14 settembre 2001 | 11 novembre 2003  | Conservatore  | Iain Duncan Smith       |
|                  | Peter Duncan         |                    | 11 novembre 2003  | 6 maggio 2005     | Conservatore  | Michael Howard          |
|                  | Eleanor Laing        |                    | 6 maggio 2005     | 7 dicembre 2005   | Conservatore  | Michael Howard          |
|                  | David Mundell        |                    | 7 dicembre 2005   | 11 maggio 2010    | Conservatore  | David Cameron           |
|                  | Jim Murphy           |                    | 11 maggio 2010    | 8 ottobre 2010    | Laburista     | Harriet Harman          |
|                  | Ann McKechin         |                    | 8 ottobre 2010    | 7 ottobre 2011    | Laburista     | Ed Miliband             |
|                  | Margaret Curran      |                    | 7 ottobre 2011    | 8 maggio 2015     | Laburista     | Ed Miliband             |
|                  | Ian Murray           |                    | 11 maggio 2005    | 26 giugno 2016    | Laburista     | Harriet Harman          |
| Jeremy Corbyn    | Ian Murray           |                    | 11 maggio 2005    | 26 giugno 2016    | Laburista     |                         |
|                  | David Anderson       |                    | 1º luglio 2016    | 3 maggio 2017     | Laburista     |                         |
|                  | Lesley Laird         |                    | 14 giugno 2017    | 13 dicembre 2019  | Laburista     |                         |
|                  | Tony Lloyd           |                    | 19 dicembre 2019  | 6 aprile 2020     | Laburista     |                         |
|                  | Ian Murray           |                    | 6 aprile 2020     | in carica         | Laburista     | Keir Starmer            |